# Grand Prix Monaka 2017
Grand Prix Monaka 2017 (oficiálně Formula 1 Grand Prix de Monaco 2017) se jela na okruhu Circuit de Monaco v Monte Carlu v Monaku dne 28. května 2017. Závod byl šestým v pořadí v sezóně 2017 šampionátu Formule 1.

## Kvalifikace
| Poř.                       | No. | Jezdec            | Konstruktér               | Časy v kvalifikaci | Časy v kvalifikaci | Časy v kvalifikaci | Pořadí na startu |
| Poř.                       | No. | Jezdec            | Konstruktér               | Q1                 | Q2                 | Q3                 | Pořadí na startu |
| -------------------------- | --- | ----------------- | ------------------------- | ------------------ | ------------------ | ------------------ | ---------------- |
| 1                          | 7   | Kimi Räikkönen    | Ferrari                   | 1:13.117           | 1:12.231           | 1:12.178           | 1                |
| 2                          | 5   | Sebastian Vettel  | Ferrari                   | 1:13.090           | 1:12.449           | 1:12.221           | 2                |
| 3                          | 77  | Valtteri Bottas   | Mercedes                  | 1:13.325           | 1:12.901           | 1:12.223           | 3                |
| 4                          | 33  | Max Verstappen    | Red Bull Racing-TAG Heuer | 1:13.078           | 1:12.697           | 1:12.496           | 4                |
| 5                          | 3   | Daniel Ricciardo  | Red Bull Racing-TAG Heuer | 1:13.219           | 1:13.011           | 1:12.998           | 5                |
| 6                          | 55  | Carlos Sainz Jr.  | Toro Rosso                | 1:13.526           | 1:13.397           | 1:13.162           | 6                |
| 7                          | 11  | Sergio Pérez      | Force India-Mercedes      | 1:13.530           | 1:13.430           | 1:13.329           | 7                |
| 8                          | 8   | Romain Grosjean   | Haas-Ferrari              | 1:13.786           | 1:13.203           | 1:13.349           | 8                |
| 9                          | 22  | Jenson Button     | McLaren-Honda             | 1:13.723           | 1:13.453           | 1:13.613           | PL               |
| 10                         | 2   | Stoffel Vandoorne | McLaren-Honda             | 1:13.476           | 1:13.249           | Bez času           | 12               |
| 11                         | 26  | Daniil Kvjat      | Toro Rosso                | 1:13.899           | 1:13.516           |                    | 9                |
| 12                         | 27  | Nico Hülkenberg   | Renault                   | 1:13.787           | 1:13.628           |                    | 10               |
| 13                         | 20  | Kevin Magnussen   | Haas-Ferrari              | 1:13.531           | 1:13.959           |                    | 11               |
| 14                         | 44  | Lewis Hamilton    | Mercedes                  | 1:13.640           | 1:14.106           |                    | 13               |
| 15                         | 19  | Felipe Massa      | Williams-Mercedes         | 1:13.796           | 1:20.529           |                    | 14               |
| 16                         | 31  | Esteban Ocon      | Force India-Mercedes      | 1:14.101           |                    |                    | 15               |
| 17                         | 30  | Jolyon Palmer     | Renault                   | 1:14.696           |                    |                    | 16               |
| 18                         | 18  | Lance Stroll      | Williams-Mercedes         | 1:14.893           |                    |                    | 17               |
| 19                         | 94  | Pascal Wehrlein   | Sauber-Ferrari            | 1:15.159           |                    |                    | 18               |
| 20                         | 9   | Marcus Ericsson   | Sauber-Ferrari            | 1:15.276           |                    |                    | 19               |
| 107% času vítěze: 1:18.193 |     |                   |                           |                    |                    |                    |                  |
| Zdroj:                     |     |                   |                           |                    |                    |                    |                  |

Poznámky
1. ↑  Jenson Button obdržel trest posunu o 15 míst vzad za překročení počtu povolených pohonných jednotek. Kromě toho musel startovat z boxové uličky, protože jeho auto bylo upraveno v podmínkách Parc Fermé.
2. ↑  Stoffel Vandoorne obdržel trest posunu o 3 místa vzad za zavinění kolize v předchozím závodě.
3. ↑  Marcus Ericsson obdržel trest posunu o 3 místa vzad za neplánovanou výměnu převodovky.

## Závod
| Poř.   | No. | Jezdec            | Konstruktér               | Počet kol | Čas/Odstoupení      | Pořadí na startu | Body |
| ------ | --- | ----------------- | ------------------------- | --------- | ------------------- | ---------------- | ---- |
| 1      | 5   | Sebastian Vettel  | Ferrari                   | 78        | 1:44:44.340         | 2                | 25   |
| 2      | 7   | Kimi Räikkönen    | Ferrari                   | 78        | +3.145              | 1                | 18   |
| 3      | 3   | Daniel Ricciardo  | Red Bull Racing-TAG Heuer | 78        | +3.745              | 5                | 15   |
| 4      | 77  | Valtteri Bottas   | Mercedes                  | 78        | +5.517              | 3                | 12   |
| 5      | 33  | Max Verstappen    | Red Bull Racing-TAG Heuer | 78        | +6.199              | 4                | 10   |
| 6      | 55  | Carlos Sainz Jr.  | Toro Rosso                | 78        | +12.038             | 6                | 8    |
| 7      | 44  | Lewis Hamilton    | Mercedes                  | 78        | +15.801             | 13               | 6    |
| 8      | 8   | Romain Grosjean   | Haas-Ferrari              | 78        | +18.150             | 8                | 4    |
| 9      | 19  | Felipe Massa      | Williams-Mercedes         | 78        | +19.445             | 14               | 2    |
| 10     | 20  | Kevin Magnussen   | Haas-Ferrari              | 78        | +21.443             | 11               | 1    |
| 11     | 30  | Jolyon Palmer     | Renault                   | 78        | +22.737             | 16               |      |
| 12     | 31  | Esteban Ocon      | Force India-Mercedes      | 78        | +23.725             | 15               |      |
| 13     | 11  | Sergio Pérez      | Force India-Mercedes      | 78        | +49.089             | 7                |      |
| 14     | 26  | Daniil Kvjat      | Toro Rosso                | 71        | Poškození po kolizi | 9                |      |
| 15     | 18  | Lance Stroll      | Williams-Mercedes         | 71        | Tlak oleje          | 17               |      |
| Ret    | 2   | Stoffel Vandoorne | McLaren-Honda             | 66        | Nehoda              | 12               |      |
| Ret    | 9   | Marcus Ericsson   | Sauber-Ferrari            | 63        | Nehoda              | 19               |      |
| Ret    | 22  | Jenson Button     | McLaren-Honda             | 57        | Poškození po kolizi | PL               |      |
| Ret    | 94  | Pascal Wehrlein   | Sauber-Ferrari            | 57        | Kolize              | 18               |      |
| Ret    | 27  | Nico Hülkenberg   | Renault                   | 15        | Převodovka          | 10               |      |
| Zdroj: |     |                   |                           |           |                     |                  |      |

Poznámky
1. ↑  Sergio Pérez obdržel penalizaci 10 sekund za zavinění kolize.
2. 1 2  Daniil Kvjat a Lance Stroll odstoupili ze závodu, ale byli klasifikováni, protože odjeli více než 90 % délky závodu.
3. ↑  Pascal Wehrlein obdržel penalizaci 5 sekund za nebezpečné vypuštění z boxů.

## Průběžné pořadí po závodě
Pohár jezdců
|  | Pořadí | Jezdec           | Body |
|  | ------ | ---------------- | ---- |
|  | 1      | Sebastian Vettel | 129  |
|  | 2      | Lewis Hamilton   | 104  |
|  | 3      | Valtteri Bottas  | 75   |
|  | 4      | Kimi Räikkönen   | 67   |
|  | 5      | Daniel Ricciardo | 52   |

Pohár konstruktérů
|   | Pořadí | Konstruktér               | Body |
| - | ------ | ------------------------- | ---- |
| 1 | 1      | Ferrari                   | 196  |
| 1 | 2      | Mercedes                  | 179  |
|   | 3      | Red Bull Racing-TAG Heuer | 97   |
|   | 4      | Force India-Mercedes      | 53   |
|   | 5      | Toro Rosso                | 29   |